# Мельников, Иван Иванович (1788)
Ива́н Ива́нович Ме́льников (рус. дореф. Иванъ Ивановичъ Мельниковъ; 25 сентября (6 октября) 1788, Казань — 1837, Семёнов Нижегородской губернии) — русский военный, отец писателя Павла Ивановича Мельникова-Печерского.

## Биография
Родился 25 сентября (6 октября) 1788 года в Казани в семье секунд-майора Ивана Фёдоровича Мельникова и его жены Лизаветы Ивановны. В 1791 году отец вышел в отставку и в том же году поступил на службу в правление Пермского наместничества советником при генерал-губернаторе Карле Фёдоровиче Модерахе, переехав вместе с семьёй в Пермь. Через несколько лет отец оставил семью ради другой женщины, а мать с детьми, включая Ивана, двух его братьев и сестру, вернулась в Казань.
9 (21) марта 1800 года по просьбе старшего брата Василия, который находился в составе гвардии императора Павла I, был определён в Семёновский лейб-гвардии полк унтер-офицером. Однако, по просьбе того же брата был уволен из гвардии 1 (13) января 1801 года для определения к статским делам коллежским регистратором — на тот момент Ивану Ивановичу было лишь 12 лет. В 1805 году, после открытия Казанского университета 17-летний Иван попытался в него поступить, но не смог, поскольку не владел латынью, а из математики знал только 4 арифметических действия. В то же время в преддверии ожидавшейся войны набиралось земское ополчение (милиция). На выборах казанского дворянства Иван Иванович был выбран сотенным начальником милиции. При роспуске милиции в 1808 году перешёл на действительную службу в Уфимский мушкетёрский полк, однако влюбился в какую-то польку и перешёл в Каменец-Подольский гарнизон, где и пробыл во время войны 1812 года. В 1813 году возлюбленная Мельникова вышла замуж за другого, после чего тот перешёл штабс-капитаном в Великолуцкий пехотный полк, в составе которого принимал участие в Заграничном походе русской армии в 1813 и 1814 годах. В 1816 году по болезни был переведён в нижегородский гарнизонный батальон, где в 1817 году был назначен начальником состоявшей при нём жандармской команды. В 1824 году вышел в отставку. В 1825 году переехал в город Семёнов Нижегородской губернии, где в том же году был избран в земский суд. Скончался в 1837 году. 

## Семья
В январе 1818 года Иван Иванович Мельников женился на дочери нижегородского исправника Павла Петровича Сергеева, Анне Павловне. У четы было трое детей:
- Павел (род. 22 октября (3 ноября) 1819)
- Николай (род. 1820)
- Фёдор (род. 1823)